# سالي بروفي
سالي بروفي (بالإنجليزية: Sally Brophy)‏ هي ممثلة أمريكية، ولدت في 14 ديسمبر 1928 في فينيكس في الولايات المتحدة، وتوفيت في 18 سبتمبر 2007 في برينستون في الولايات المتحدة بسبب لمفوما.

## وصلات خارجية
- سالي بروفي على موقع IMDb (الإنجليزية)
- سالي بروفي على موقع قاعدة بيانات برودواي على الإنترنت (الإنجليزية)